# Leonid Nikołajew
Treść tego artykułu może nie być zgodna z zasadami neutralnego punktu widzenia,
ponieważ prezentuje udział Stalina i NKWD niemalże jako pewnik, podczas gdy jest to tylko jedna z hipotez. Hasło tym samym nie jest zgodne z hasłem o samym Siergieja Kirowie.
 Po wyeliminowaniu niedoskonałości należy usunąć szablon [[Szablon:Dopracować|]] z tego artykułu.
Leonid Wasiljewicz Nikołajew (ros. Леонид Васильевич Николаев; ur. 1904, zm. 29 grudnia 1934) – rosyjski komunista, zabójca Siergieja Kirowa.

## Życiorys
Siergiej Kirow był w ZSRR politykiem wyróżniającym się, szczególnie niezwykłe było jego sprzeciwianie się brutalnym metodom działań Józefa Stalina. Wszystkie poszlaki wskazują na to, że Stalin polecił zamordować Kirowa, aby pozbyć się niewygodnego działacza, a także wykorzystać zabójstwo jako pretekst do masowych aresztowań innych niewygodnych ludzi.
Nikołajew został wytypowany na zamachowca przez zastępcę szefa leningradzkiego NKWD, Iwana Zaporożca. W odstępie kilku tygodni poprzedzających zamach Nikołajew został, z powodu swojego podejrzanego zachowania, dwukrotnie aresztowany przez wierną Kirowowi ochronę. W obu przypadkach z Moskwy przychodziły natychmiastowe i kategoryczne żądania zwolnienia aresztowanego. Przy drugim aresztowaniu znaleziono u Nikołajewa rewolwer.
1 grudnia 1934 roku Siergiej Kirow został zastrzelony w pobliżu swego gabinetu na trzecim piętrze gmachu siedziby leningradzkiego oddziału partii. Sprawca został ujęty na miejscu popełnionej przez siebie zbrodni. W wyjaśnianie przyczyn zabójstwa osobiście zaangażował się Stalin, który już następnego dnia przybył na miejsce specjalnym pociągiem i był obecny przy jednym z przesłuchań Nikołajewa.
22 grudnia Ludowy Komisariat Spraw Wewnętrznych ogłosił, że śledztwo zostało zakończone, według ogłoszonego komunikatu zamachowiec działał na polecenie „nielegalnego terrorystycznego ośrodka leningradzkiego, w skład którego wchodzili członkowie byłej opozycji zinowiewowskiej”. 28 i 29 grudnia miał miejsce proces Nikołajewa i 11 innych osób oskarżonych o utworzenie „leningradzkiego ośrodka terrorystycznego”, choć sam Nikołajew w przesłuchaniach twierdził, że działał samodzielnie. Wszyscy oskarżeni zostali skazani na karę śmierci i rozstrzelani.
Zabójstwo Kirowa i egzekucję Nikołajewa uznaje się za początek epoki tzw. wielkiego terroru (wielkiej czystki) w ZSRR.